# Schwetschkea peracuminata
Schwetschkea peracuminata là một loài Rêu trong họ Leskeaceae. Loài này được Demaret & J.-F. Leroy mô tả khoa học đầu tiên năm 1944.